# Giuseppe Majone
Giuseppe Majone (Napoli, 2 dicembre 1909 – Mondovì, 18 aprile 1939) è stato un militare e aviatore italiano, che come capitano pilota della specialità caccia, partecipò come comandante di squadriglia alla guerra di Spagna. Asso dell'aviazione da caccia legionaria durante il conflitto, fu accreditato di 7 vittorie accertare. Deceduto in un incidente aereo fu decorato di Medaglia d'oro al valor militare alla memoria..

## Biografia
Nacque a Napoli il 2 dicembre 1909. 
Dopo aver conseguito il diploma di maturità classica presso un Liceo della sua città natale si arruolò nella Regia Aeronautica, venendo ammesso a frequentare nell'ottobre 1930 la Regia Accademia Aeronautica di Caserta, da cui uscì tre anni dopo con il grado di sottotenente pilota. Nell'ottobre 1932 conseguì il brevetto di pilota militare volando su velivolo Ansaldo A.300/6. Promosso tenente nel luglio 1934, frequentò la Scuola caccia al termine della quale fu assegnato al 3º Stormo Caccia Terrestre. Svolse più volte l'incarico di insegnante di educazione fisica, di materie professionali, di aerodinamica ai corsi per allievi piloti e fu istruttore di volo su velivolo a doppio comando. Divenuto capitano nel luglio 1937, fu assegnato nuovamente al  3º Stormo, e il 17 giugno 1938 partì volontario per combattere nella guerra di Spagna. Venne assegnato in forza alla 24ª Squadriglia del XVI Gruppo "La Cucaracha" dell'Aviazione Legionaria di cui fu comandante tra il 7 luglio 1938 e l'8 gennaio 1939.  Rientrò in Italia nel marzo 1939, accreditato di 7 vittorie aeree confermate (3 caccia Polikarpov I-16 e 4 Polikarpov I-15), 11 probabili e 24 in compartecipazione, ottenute sul fronte dell'Ebro e in quello della Catalogna.
Il 18 aprile 1939, mentre effettuava un volo di allenamento insieme al capitano pilota Alfiero Mezzetti, il suo aereo entrò in collisione con il  C.R.32 di Mezzetti poco dopo il decollo, a trecento metri di quota. Dopo aver investito in coda il "C.R.32" di Mezzetti il suo aereo divenne ingovernabile, e precipitò a terra. Non avendo potuto far uso del paracadute, rimase ucciso nell'urto del velivolo con il terreno. Con Regio Decreto del 6 maggio 1940 fu decretata la concessione della Medaglia d'oro al valor militare.

### Fonti
1. 1 2 3  Ufficio Storico dell'Aeronautica Militare 1969, p. 94.
2. 1 2 3 4 5 6  Combattenti Liberazione.
3. ↑  Logoluso 2010, p. 77.
4. 1 2 3 4 5  Logoluso 2010, p. 80.
5. ↑  Sito web del Quirinale: dettaglio decorato.